# فرانک گری (محقق)
فرانک گری (به انگلیسی: Frank Gray) (زاده ۱۳ سپتامبر ۱۸۸۷ - درگذشته ۲۳ مه ۱۹۶۹) یکی از محققین و فیزیکدانان آزمایشگاه‌های بل بود. وی بیشتر به خاطر طراحی کد گری مشهور است.